# Great Day
Pour plus de détails, voir Fiche technique et Distribution.
Great Day est un film américain inachevé réalisé par Harry Beaumont en 1930.

## Contexte
Cela devait être un film musical, basé sur une comédie musicale de Vincent Youmans n'ayant pas eu beaucoup de succès à Broadway en 1929 avec seulement 39 représentations, et le tournage a été arrêté après huit semaines de tournage, induisant une perte importante pour la Metro-Goldwyn-Mayer, qui avait déjà commencé la promotion du film. Une des raisons avancées était que Joan Crawford n'était pas satisfaite de ses scènes, et qu'il fallait revoir le scénario.

## Fiche technique
- Réalisation :  Harry Beaumont
- Scénario : Harry A. Pollard
- Production : Metro-Goldwyn-Mayer
- Date de production : 1930

## Distribution
- Joan Crawford
- Johnny Mack Brown
- John Miljan
- Anita Page